# Robert Brown
Robert Brown (Montrose, 21 de diciembre de 1773-Londres, 10 de junio de 1858) fue un médico, cirujano y botánico escocés formado en la Universidad de Edimburgo. Además de su descomunal trabajo de recopilación de la flora de Australia, es recordado por haber ideado el término "núcleo celular" y por haber descubierto el movimiento de agitación de las partículas en la superficie del agua (denominado movimiento browniano en su honor), aunque no supo determinar sus causas (el fenómeno sería explicado en términos de cinemática molecular por Albert Einstein en 1905). Durante tres años efectuó una acabada investigación colectando unos 3.400 especímenes, de las cuales unos 2000 eran nuevos para la ciencia. Una parte de esta colección se perdió en el viaje en la Porpoise, en ruta a Londres.
Permaneció en Australia hasta mayo de 1807. Durante tres años investigó sobre el material recolectado. En 1810, publicó los resultados de sus recolecciones en su obra Prodromus Florae Novae Hollandiae et Insulae Van Diemen, la primera relación taxonómica de la flora de Australia.

## Biografía

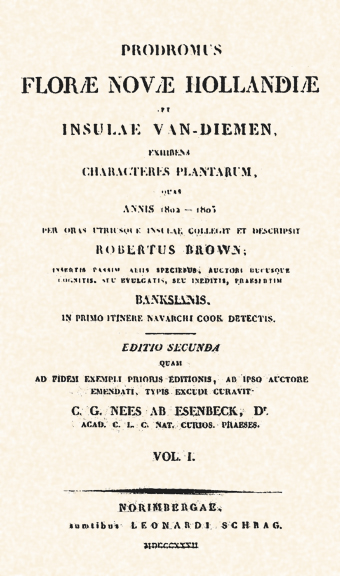
Portada del Prodromus.

Se alistó en el regimiento de Fencibles como cirujano en 1795. Aceptó un puesto a bordo del Investigador como naturalista a cargo de Mathews Findler, que estaba a punto de zarpar en un viaje cartográfico a Australia. Durante tres años efectuó una acabada investigación recolectando unos 3400 especímenes, de los que unos 2000 eran nuevos para la ciencia. Una parte de esta colección se perdió en el viaje en la Porpoise, en ruta a Londres.
Permaneció en Australia hasta mayo de 1805. Durante cinco años investigó sobre el material recolectado. En 1810, publicó los resultados de sus recolecciones en su obra Prodromus Florae Novae Hollandiae et Insulae Van Diemen, la primera relación taxonómica de la flora de Australia.
Describió unas 1200 especies nuevas para la ciencia provenientes de Australia occidental.
En un artículo científico que leyó en la Sociedad Linneana (Londres) en 1831 y que publicó en 1833, Brown dio nombre al núcleo de las células eucariotas. El núcleo ya había sido observado antes, quizá ya en 1682 por el microscopista neerlandés Anton van Leeuwenhoek. En 1802, Franz Bauer había dibujado el núcleo como una característica normal de las células vegetales. Pero Brown fue quien le dio el nombre que lleva hasta la actualidad (dándole crédito a las ilustraciones de Bauer). Tanto Bauer como Brown creían que el núcleo no era universal; y Brown pensaba que estaba confinado exclusivamente a las monocotiledóneas.
En 1827, examinando granos de polen, esporas de musgos, y Equisetum suspendidos en agua al microscopio, Brown observó diminutas partículas con vacuolas en los granos de polen ejecutando un continuo movimiento aleatorio. Luego observó el mismo movimiento en partículas de polvo, anulando su anterior hipótesis que el movimiento se debía a que el polen tenía vida. Él mismo no pudo dar una teoría explicatoria de ese movimiento, denominado más tarde movimiento browniano en su honor.

## Epónimos

### Física
El movimiento circulatorio de las partículas en suspensiones acuosas lleva su nombre, movimiento browniano, fue descrito originalmente en 1785 por Jan Ingenhousz en partículas de carbón suspendidas en alcohol. Marian Smoluchowski, casi simultáneamente con Albert Einstein, describió matemáticamente el fenómeno.

### Botánica
Su nombre se conmemora en el género de herbáceas de Australia Brunonia, y en numerosas especies australianas: Eucalyptus brownii, el musgo Tetrodontium brownianum, especie que descubrió mientras se criaba en Roslin, Edimburgo mientras era estudiante. Aún puede vérsela en el sitio de su descubrimiento.